# Arnold
 For alternative betydninger, se Arnold (flertydig). (Se også artikler, som begynder med Arnold)
Arnold er et drengenavn, der stammer fra tysk og betyder "ørn – magt". Ifølge Danmarks Statistik bærer lidt mere end 500 danskere navnet.
Navnet anvendes også som efternavn.

## Kendte personer med navnet

### Fornavn
- St. Arnold, navn på flere katolske helgener.
- Arnold (biskop i Roskilde) – en biskop fra Roskilde
- Arnold Busck, dansk boghandler – flere boghandlervirksomheder er opkaldt efter denne.
- Arnold Krog, dansk arkitekt og maler.
- Arnold Mærsk Mc-Kinney Møller, dansk skibsreder.
- Arnold Peter Møller, dansk grosserer og skibsreder (kendt som A.P. Møller).
- Arnold Newman, amerikansk fotograf.
- Arnold Palmer, amerikansk golfspiller.
- Arnold Poulsen, dansk civilingeniør.
- Arnold Schwarzenegger, amerikansk skuespiller og guvernør, tilflyttet fra Østrig.
- Arnold Schönberg, østrigsk komponist.

### Efternavn
- Benedict Arnold, amerikansk general.
- Elisabeth Arnold, dansk folketingspolitiker.
- Malcolm Arnold, engelsk komponist.
- Robert Arnold, dansk revyforfatter.
- Thomas Arnold, engelsk pædagog.

## Navnet anvendt i fiktion
- Arnold er navnet på Mads Skjerns højre hånd i Matador.
- Kevin Arnold er navnet på hovedpersonen i tv-serien Mine glade 60'ere.
- "Arnold Layne" er Pink Floyds første sinleudgivelse?

## Andre anvendelser
- Arnold er fællesbetegnelsen for en række priser, der årligt uddeles blandt danske reklamefilm.
- Nyt Nordisk Forlag Arnold Busck er et dansk forlag.